# Harriet Gessner
Harriet Gessner (* 5. Juni 1929 in Köln; † 4. März 2012 in Pöcking bei München) war eine  deutsche Schauspielerin.

## Karriere
Harriet Gessner, auch Harriet Geßner, war 1950 zum ersten Mal in dem Film Schicksal am Berg auf der Kinoleinwand zu sehen. Noch im gleichen Jahr wirkte sie in Der fallende Stern und 1951 in Gesetz ohne Gnade mit. 1952 spielte sie in Das Geheimnis vom Bergsee die Rolle der Angelina und 1953 verkörperte sie Zenza in Der Klosterjäger. Nach zwei Jahren Pause war Gessner 1956 in Ich suche Dich wieder auf der Kinoleinwand zu sehen. 1957 spielte sie ihre letzte Rolle in der Märchenverfilmung Der Wolf und die sieben Geißlein als Geißenmutter.

## Filmografie
- 1950: Schicksal am Berg
- 1950: Der fallende Stern
- 1950: Am Ende des Sees
- 1951: Gesetz ohne Gnade
- 1952: Das Geheimnis vom Bergsee
- 1953: Der Klosterjäger
- 1956: Ich suche Dich
- 1957: Der Wolf und die sieben Geißlein